# Harbhajan Singh
Harbhajan Singh Plaha pendż: ਹਰਭਜਨ ਸਿੰਘ, (ur. 3 lipca 1980 w Dźalandhar) – indyjski krykiecista grający na pozycji bowlera. Zdobywca drugiego najlepszego wyniku pod względem wicketów podczas meczów testowych wśród Off spinów za reprezentantem Sri Lanki – Muttiah Muralitharan.
Zadebiutował w meczach testowych oraz w jedniodniowych w 1998 roku. W 2001 roku zdobył Trofeum Border–Gavaskar dla najlepszego zawodnika serii meczów pomiędzy Indiami i Australią. Uczestnik mistrzostw świata wraz z drużyną Indii. W 2007 (faza grupowa) i 2011 (mistrzostwo świata). W 2009 roku mistrz świata w formule Twenty20.
W roku 2003 został laureatem nagrody Arjuna Award, a w 2009 roku odznaczono go Orderem Padma Shri.

## Statystyki
Na podstawie.
| Rodzaj rozgrywek      | Mecze | Runy | Średnia odbić | Setki/pięćdziesiątki | Najlepszy rezultat | Catche/stumpingi |
| --------------------- | ----- | ---- | ------------- | -------------------- | ------------------ | ---------------- |
| Testy                 | 103   | 2224 | 18,22         | 2/9                  | 115                | 42/0             |
| One Day International | 236   | 1237 | 13,30         | 0/0                  | 49                 | 71/0             |